# Serra Arana
A Serra Arana ou Serra Harana é um maciço montanhoso que faz parte da cordilheira Subbética situada no coração da províncias de Granada, Andaluzia, Espanha. Embora a designação habitual se aplique usualmente a uma área mais restrita, alguns autores consideram que outras serras, como a de Cogollos, Yedra, Alfacar e Víznar, também fazem parte da Serra Arana.

## Geografia e geologia
Na toponímia tradicional, a Serra Arana é um maciço retilíneo situado a norte duma série doutras formações montanhosas que limitam a Veiga de Granada e a Hoya de Guadix. Estas serras fazem quase todas parte do Parque Natural da Serra de Huétor, criado em 1989, onde apenas uma pequena parte da Serra Arana está incluída. A norte situa-se a comarca de Los Montes. A serra estende-se pelos municípios de Cogollos Vega, Darro, Deifontes, Diezma, Huélago, Huétor Santillán, Iznalloz, La Peza, Morelábor e Píñar.

### Geologia
Os limites tradicionais coincidem com materiais e formas características das zonas externas das Cordilheiras Béticas. Os materiais predominantes estão associados ao setor Subbético interno, com calcários e dolomitos do Jurássico e margas do Cretáceo em estratos inferiores (zonas topograficamente mais baixas). Geomorfologicamente observa-se um anticlinal prolongado na direção oeste-sudoeste — este-nordeste que dá origem aos cumes mais altos  (Cerro Orduña, Cerro ou Peñón de la Cruz ou Cerro del Jinestral).  O predomínio de materiais carbonatados supõe a presença de formas cársticas como lapiás, caleiras, dolinas ou cavidades endocársticas (algares e cavernas). As formações de dolinas apresentam grande densidade na zona da lomba da Carihuela, perto da aldeia de Síllar Baja (município de Diezma), chegando a atingir 16 dolinas por quilómetro quadrado. Entre as cavidades cársticas destacam-se a Cueva del Agua de Sierra Arana e a Cueva del Agua de Prado Negro.

### Hidrografia
A predominânica de materiais porosos e carbonatados fazem com que a serra constitua um extenso aquífero carbonatado. As principais ressurgências são as nascentes de Faucena e Periate e, principalmente, a nascente de Deifontes, com um caudal de 31,5 Hectômetro cúbico hm3/ano, que alimenta o rio Cubillas, cujo vale confronta a serra a norte e a oeste. A sul, o rio Blanco, afluente do Cubillas, nasce a cerca de 1 600 m de altitude e separa numa pequena extensão a Serra Arana da serra de Cogollos. Há ainda diversos ribeiros que nascem na Serra Arana, como o de Prado Negro, que formam a cabeceira do rio Fardes.

### Clima
O clima é temperado quente de tipo mediterrânico de montanha, caracterizado por verões quentes e secos. Os invernos são frios, devido à altitude e também relativamente húmidos — a serra é uma "ilha pluviométrica", pois regista precipitações bastante mais altas do que as áreas em sey redor. As precipitações diminuem à medida que se avança de oeste para leste. Os níveis climáticos existentes vão desde o mesomediterrânico até ao oromediterrânico (muito limitado nos cumes mais altos), passando pelo supramediterrânico.

## Meio ambiente

### Flora

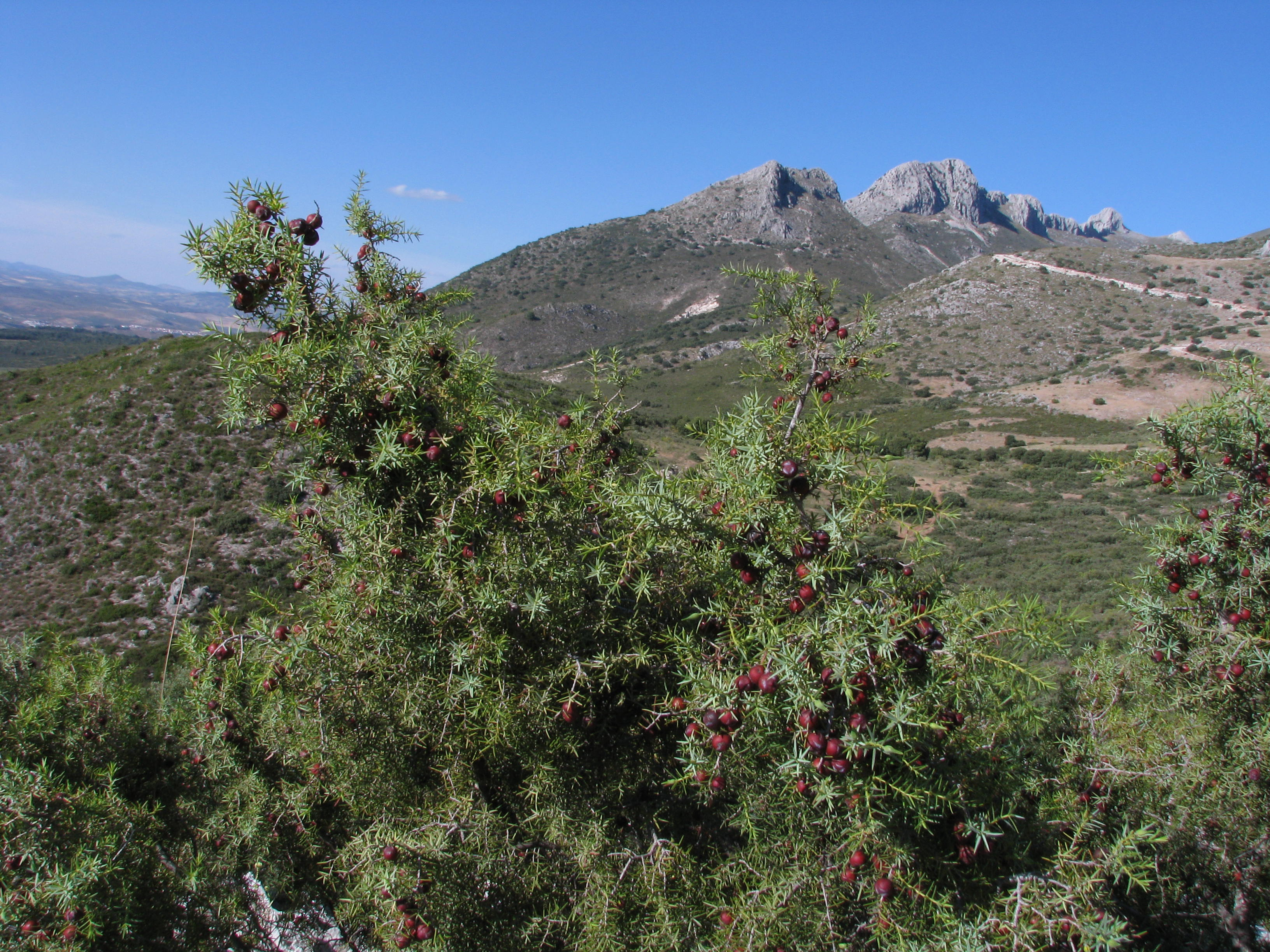
Cedro-de-espanha (Juniperus oxycedrus) no município de Deifontes, Serra Arana

A vegetação predominante é do tipo mediterrânico, sendo a azinheira (Quercus rotundifolia) a espécie arbórea predominante. A oeste, perto de Deifontes e Iznalloz, predominam os pinhais de pinheiro-de-alepo (Pinus halepensis), plantados artificialmente. Nas zonas mais altas, devido à topografia e às rochas carbonatadas (principalmente calcário), observa-se um forte desenvolvimento dos chamados "desertos cársticos". A estas altitudes, não obstante, há vastas populações de sabinas rasteiras (Juniperus sabina), bem como de pequenas formações de pilreteiros (Crataegus monogyna), Berberis vulgaris e Erinacea anthyllis.
Em locais mais frescos observam-se outras espécies florestais, como o carvalho-português (Quercus faginea) e o teixo (Taxus baccata), este último quase desaparecido, apesar da existência de topónimos que denunciam uma presença mais forte no passado. Há também vegetação ribeirinha em linhas de e cursos de água como o rio Blanco, com espécies do género Populus (choupos), principalmente o álamo-branco (Populus alba), ou Salix (salgueiros), nomeadamente o salgueiro-branco (Salix alba) e vimieiro (Salix fragilis). Entre as espécies arbustivas e herbáceas destacam-se as rosas, o tomilho (Thymus zygis''), alecrim (Rosmarinus officinalis), junco-da-provença (Ulex parviflorus), giesta (Genista) e o cedro-de-espanha (Juniperus oxycedrus). Abundam também os cogumelos, em particular os míscaros (Lactarius deliciosus), razão pela qual exist um museu micológico em Iznalloz.

### Fauna
Na fauna local destaca-se a presença de algumas espécies cinegéticas como o coelho (Oryctolagus cuniculus), rola-brava (Streptopelia turtur), tordo (Turdus philomelos), perdiz (Alectoris rufa). Há também algumas espécies de caça grossa, como o javali ou a o íbex ibérico (Capra pyrenaica), para as quais são organizadas batidas pontuais controladas. Outros mamíferos representativos são a raposa-vermelha (Vulpes vulpes), gato-bravo (Felis silvestris), gineta (Genetta genetta), doninha (Mustela nivalis), fuinha (Martes foina), bem como pequenos roedores como a toupeira-ibérica (Talpa occidentalis), musgaño de Cabrera (Neomys anomalus), o rato-do-campo (Apodemus sylvaticus), leirão (Eliomys quercinus) ou o esquilo-vermelho (Sciurus vulgaris).
Principalmente nas zonas mais altas, são muito frequentes as comunidades de morcegos, como por exemplo o morcego-lanudo (Myotis emarginatus), que aproveitam a grande quantidade de cavernas. Além das aes cinegéticas, em algumas zonas da serra aparecem diversas rapaces como o peneireiro-vulgar (Falco tinnunculus), gavião-da-europa (Accipiter nisus), açor (Accipiter gentilis), falcão-peregrino (Falco peregrinus), alguns casais de águias-reais (Aquila chrysaetos) e águias-de-bonelli (Aquila fasciata). Entre as aves mais pequenas cabe referir a calhandrinha-comum (Calandrella brachydactyla), cotovia-montesina (Galerida theklae), cotovia-pequena (Lullula arborea), chasco-preto (Oenanthe leucura), felosa-do-mato (Sylvia undata), pega-azul (Cyanopica cyanus) e ainda a andorinha-das-rochas (Ptyonoprogne rupestris), melro-azul (Monticola solitarius), melro-preto (Turdus merula), pombo-torcaz (Columba palumbus) e poupa-eurasiática (Upupa epops). Em áreas elevadas próximas da Cueva del Agua pode ouvir-se os grasnos da colónia de gralhas-de-bico-vermelho (Pyrrhocorax pyrrhocorax) existente nesses cumes.
O invertebrado mais interessante é um caranguejo fluvial, o Austropotamobius pallipes, autóctone dos ribeiros que nascem em zonas elevadas, além duma borboleta, a Euphydryas aurinia que não é muito difícil de ver, sobretudo a grandes alturas.
No contexto da Rede Natura 2000, a serra está classificada como Lugar de Interesse Comunitário (código: ES6140006), uma figura que serve de base para a proteção da diversidade biológica da zona. Os habitats mais importantes segundo essa classificação são as charnecas oromediterrânicas endémicas de Ulex parviflorus e azinheira (Quercus ilex).

## Presença e atuação humana
A presença humana na Serra Arana é muito antiga, existindo vestígios que remontam ao Paleolítico em cavernas como a Cueva Horá (no município de Darro) e Cueva del Agua de Prado Negro (que sofreu extensas espoliações). Na Cueva del Agua de Sierra Arana há vestígios do Neolítico. Estas cavernas estão classificadas como "Bem de Interesse Cultural", à semelhança do que acontece com duas atalaias (torres defensivas) medievais hispano-muçulmanas da época nacérida, uma em cada extremo da serra: a Torre de Huélago a este-nordeste, nos municípios de Darro y de Huélago, e a Atalaia de Deifontes, nos municípios de Cogollos Vega e Deifontes, a oeste-sudoeste.
As atividades económicas têm sido principalmente extrativas (pedreiras de carbonato de cálcio), pecuária (principalmente extensiva, de cavalos ou bovinos nas partes mais altas e ovinos e caprinos nas zonas baixas) e agricultura (cerejeira e oliveira). Atualmente regista-se também um grande uso recreativo, especialmente no stor ocidental (Iznalloz e Deifontes). A existência de infraestruturas relacionadas com este uso recreativo desenvolveu-se sobretudo em Iznalloz (Paraje de El Sotillo), onde existem vários estabelecimentos hoteleiros e também um museu micológico. Entre as atividades recreativas é especialmente popular o ciclismo de montanha. Na região são organizadas duas provas amadoras dessa modalidade, uma com partida de Iznalloz e outra com partida em Deifontes.